# Петьковичи (Минский район)
Петьковичи (бел. Пе́цькавічы) — деревня в Минском районе Минской области Республики Беларусь. В составе Шершунского сельсовета.

## География
Расположена в 24 км на северо-запад от Минска.
Пролегает дорога Н8965.
Ближайшие населённые пункты Ревкутьевичи, д. Шершуны, аг. Шершуны и др.

## История
В 1779 году деревня, 8 хозяйств, 27 мужчин. В собственности епископа Масальского. После второго раздела Речи Посполитой (1793) в составе Российской империи. В 1858 году деревня имения Новый Двор, 21 мужчина, во владении Володковичей. В феврале 1867 года жители отказались уплачивать недоимки, сопротивлялись описи имущества. В 1870 году деревня относилась к Головачевской сельской общине.
В 1897 году деревня, 12 хозяйств, 91 житель. Фольварк, двор, 12 человек, в Радошковичской волости Вилейского уезда.
В 1905 году в Радошковской волости Вилейского уезда Виленской губернии.
С февраля по декабрь 1918 г. находилась на территории, занятой войсками кайзеровской Германии. С июля 1919 года по июль 1920 года на территории Польской Республики.
С 1919 года в составе БССР. В 1921 году в деревне жил 91 человек, 17 хозяйств, фольварк состоял из 1 хозяйства, имел 7 жителей.
С 20 августа 1924 года входила в состав Шершунского сельсовета Заславского района Минского округа (до 26 июля 1930 года). В 1926 году состояло из 20 хозяйств, в которых жили 113 человек.
С 20 февраля 1938 года в Минской области.
В Великую Отечественную войну с конца июня 1941 года до начала июля 1944 года оккупирована немецкими войсками, 10 жителей погибли.
С 8 августа 1959 года в Минском районе, с 20 января 1960 года в Роговском сельсовете.
В 1997 году состояло из 22 дворов, в которых жили 39 человек. Относилась к колхозу "Советский" (центр — деревня Шершуны).

## Население

### Численность
- 2010 год — 22 жителя, 14 хозяйств

### Динамика
- 1905 год — 12 жителей (4 муж. и 8 жен.), фольварк; 101 житель (45 муж. и 56 жен.), деревня[2]
- 1999 год — 29 жителей (перепись населения)
- 2009 год — 25 жителей (перепись населения)[2]
- 2010 год — 22 жителя, 14 хозяйств